# James Borland
James Andrew „Jimmy“ Borland (* 25. März 1910 in Manchester; † 31. Januar 1970 in Montréal, Kanada) war ein britischer Eishockeyspieler, der unter anderem 1936 mit seinem Land Olympiasieger wurde.

## Karriere
James Borland, der als Kind mit seiner Familie nach Montréal, Kanada, auswanderte, kehrte 1933 nach Großbritannien zurück, wo er einen Vertrag bei den Grosvenor House Canadiens erhielt, mit denen er gleich in seinem ersten Jahr die English League gewann. Nachdem der Verteidiger zwischenzeitlich ein Jahr lang mit dem Eishockey ausgesetzt hatte, spielte er von 1935 bis 1937 als Mannschaftskapitän für die Brighton Tigers in der English National League, wo er anschließend seine Karriere beendete. Danach kehrte er nach Kanada zurück.
Aufgrund seiner Verdienste um das britische Eishockey wurde Borland 1993 in die British Ice Hockey Hall of Fame aufgenommen.

### International
Für Großbritannien nahm Borland an der Weltmeisterschaft 1934 sowie den Olympischen Winterspielen 1936 in Garmisch-Partenkirchen teil.

## Erfolge und Auszeichnungen
- 1934 Meister der English League mit den Grosvenor House Canadiens
- 1936 Goldmedaille bei den Olympischen Winterspielen